# Saját kutatásuknak áldozatul esett feltalálók listája

Az alábbi listán azok a feltalálók (vagy természeti jelenségek felfedezői) szerepelnek, akiknek halálát saját találmányuk, illetve kutatásaik okozták.
- Franz Reichelt (1878 – 1912. február 4.), szabómester, aki az Eiffel-toronyról való leugrással akarta kipróbálni találmányát, egy ejtőernyőhöz hasonló eszközt. A legelső próbálkozása során, bár a hatóságoknak azt mondta, hogy először próbabábuval végezné el a kísérletet, személyesen ugrott le. A szerkezet nem működött, a feltaláló 60 méteres magasságból a mélybe zuhant és meghalt.[1]
- Alekszandr Alekszandrovics Bogdanov (1873–1928), fizikus és kutató, aki egy „megfiatalítási” technológiai kísérletet vezetett, melynek során önkéntesen vérátömlesztést hajtott végre egy olyan betegtől, aki maláriában és tuberkulózisban szenvedett. Halálát az így szerzett fertőzés okozta.
- William Bullock (1813–1867), egy rotációs nyomdagép zúzta össze a lábait, amelyet feltalált. Halálát a sérülésekből adódó fertőzés okozta.
- Cowper Phipps Coles (1819–1870), angol hajóskapitány, aki 1866-ban megtervezte a HMS Captain nevű hajót. 1870-ben tervezési hibák következtében a hajó kettétört, így feltalálója és 500 fős legénysége odaveszett.
- Marie Curie (1867–1934), lengyel vegyész és fizikus, aplasztikus anémiában halt meg, amelyet a radioaktivitással kapcsolatos kutatásai során elszenvedett sugárdózisok okoztak. Akkoriban még ismeretlenek voltak a radioaktív sugárzás hatásai.[2]
- Otto Lilienthal (1848–1896. augusztus 10.) egyik vitorlázó repülőgépével szenvedett balesetet, melynek során szerzett sérüléseibe két nap múlva belehalt.
- Thomas Midgley (1889. május 18. – 1944. november 2.), gépészmérnök, 51 éves korában poliomyelitis-vírussal fertőződött meg, emiatt mozgásképtelenné vált. Hogy segítsen magán, feltalált egy bonyolult csiga- és kötélrendszert, hogy fel tudjon kelni az ágyból. A szerencsétlenül járt feltalálót a kötelek fojtották meg 55 éves korában.
- William Nelson (†1903) a General Electric alkalmazottja volt. A biciklijéhez feltalált új motor kipróbálása során egy dombról legurulva szörnyethalt.[3]
- Aurel Vlaicu (1882–1913), a Kárpátokat próbálta saját repülőgépével, a Vlaicu II-vel átrepülni, amellyel lezuhant és meghalt.
- Henry Winstanley (1644–1703) egy általa feltalált világítótoronyban halt meg, amely vihar következtében összedőlt. Utolsó szavai ezek voltak: „Ez a legnagyobb vihar, amely valaha volt”.
- Charles Justice-t 1911. november 9-én végezték ki abban a villamosszékben, amelynek továbbfejlesztésében korábbi börtönbüntetése során ő maga segédkezett.[4][5][6]
- Enyedi Sámuel (18. század), repülő szerkezetet próbált alkotni, de háza ablakából kilépve lezuhant, s meghalt.
- Jean-François Pilâtre de Rozier (1754–1785) francia fizikus a Montgolfier fivérekkel együtt dolgozott a hőlégballon kifejlesztésén. 1785. június 15-én megpróbálta átrepülni találmányával a La Manche-csatornát, de lezuhant. Ezzel ő lett az első ember a világon, aki légikatasztrófában halt meg.

## Tévhitek
- Joseph Ignace Guillotine (1738–1814) francia orvos és képviselő nem volt a guillotine feltalálója, bár az ő nevéhez fűződik a bevezetése Franciaországban. Nem is ez a szerkezet okozta a halálát, hanem egy kelés a vállában.
- Van Hu, a Ming-dinasztia tisztje, akiről azt mondják, hogy halálát egy rakéta okozta, amellyel saját magát akarta kilőni a világűrbe. Az esetre nincs bizonyíték.

## Lásd még
- Különös halálesetek listája

## Fordítás
- Ez a szócikk részben vagy egészben az Anexo:Inventores que han fallecido usando sus inventos című spanyol Wikipédia-szócikk fordításán alapul.  Az eredeti cikk szerkesztőit annak laptörténete sorolja fel. Ez a jelzés csupán a megfogalmazás eredetét és a szerzői jogokat jelzi, nem szolgál a cikkben szereplő információk forrásmegjelöléseként.